# 恵雲 (飛鳥時代)
恵雲（えうん、生没年不詳）は、飛鳥時代の学僧。
唐に渡った年次は不明。記録に現れるのは、舒明天皇11年（639年）9月、新羅の送使に従い、先に遣隋使とともに大陸に渡り、長期滞在していた恵隠とともに帰国して、入京する。
大化元年（645年）8月、十師の制が設置された時、福亮・霊雲・旻・道登・恵至・恵妙らとともにその一員に選ばれている。十師としての仕事としては、 白雉2年（651年）春三月、前年より取りかかっていた丈六の繍像（ぬいものほとけ）など36体の仏像が完成したので、皇御母尊（すめらみおやのみこと）によって招請され、斎会を催している。
以後の事績は不明である。